# Muriel Robin
Marie Jeanne Muriel Robin, más conocida como Muriel Robin (Montbrison, Loira; 2 de agosto de 1955), es una actriz y humorista francesa. Es conocida por sus espectáculos de una sola mujer y sus demás obras, conocida en Francia por sus numerosas apariciones en radio y televisión como lo tiene demostrado en las películas donde participa. En 2007 se le dio el Premio Emmy por ser mejor actriz en la película de televisión Marie Besnard, l'empoisonneuse.
Desde 1992 es embajadora del programa de caridad Les Restos du Cœur, que proporcionan alimentos y otros servicios a las personas sin hogar. Esto se puede ver en Les Enfoirés, consiguiendo fondos destinados a dicha organización. En 2008 le fue concedida la medalla de Legión de Honor.

## Filmografía
- 1985 : Urgencia de Gilles Béhat
- 1986 : La Felicidad Ha Golpeado De Nuevo de Jean-Luc Trotignon: La presentadora de televisión
- 1987 : La Pasarela de Jean-Claude Sussfeld: La jardinera
- 1988 : Hola Ansiedad de Pierre Tchernia: Señorita campeona
- 1989 : Après après-demain de Gérard Frot-Coutaz: La supervisora del supermercado
- 1998 : Los Visitantes 2 de Jean-Marie Poiré: Frénégonde/Béatrice
- 1999 : Doggy Bag de Frédéric Comtet: Mama San
- 2000 : Marie-Line de Mehdi Charef: Marie-Line
- 2005 : Saint-Jacques… La Meca de Coline Serreau: Clara
- 2008 : Musée Haut, Musée Bas de Jean-Michel Ribes: La dame Kandinsky
- 2009 : Le Bal Des Actrices de Maïwenn: Ella misma.
- 2011 : La familia no se escoge, de Christian Clavier: Kim
- 2011 : Hollywoo de Frédéric Berthe y Pascal Serieis: La agente de Jeanne
- 2012 : El Paraíso De Las Bestias de Estelle Larrivaz: Estefania Durand
- 2018 : Jacqueline Sauvage: It was him or me de Yves Rénier: Jacqueline Sauvage